# سي جي إيه
سي جي إيه (بالإنجليزية: Color Graphics Adapter CGA)‏ وعرفت أولا باسم Color/Graphics Adapter قدمة عام 1981. وكانت أول وحدة عرض مرئي ملونة لشركة أي بي أم، وأول معيار لوحدات العرض الملونة لحواسيب شركة أي بي أم. وكانت تحوي على 16 كيلوبايت من الذاكرة، مكان بإمكانه عرض على شاشات التلفاذ بنظام إن تي إس سي أو شاشة أنبوب أشعة الكاثود بواسطة واجهة RGBI. وهي مبنية على نظام رقاقة موتورولا 6845, وكان بإمكانها عرض رسوميات مختلفة وصيغ نصوص. وكان أكبر دقة شاشة يمكن عرضها 640x200, واستخدمت نظام ألوان 4 بت (16 لونًا).